# Lenguas kulínicas
Las lenguas kulínicas forman una rama de las lenguas pama-ñunganas, se dividen tradicionalmente en tres ramas:
- Kulin (3+, e.g. Woiwurrung)
- Gulidjan
- Drual (2)

El idioma dhauwurd wurrung es también una lengua kulínica y podría ser parte de la rama drual, pero está tan pobremente testimoniado que esa clasificación es insegura. El gadubanud era una variedad dialectal del warrnambool o del kolakngat. Muchas otras lenguas mal documentadas como del interior como el wemba-wemba, se han clasificado dentro de la rama kulin.
Las tres ramas del kulínico no están estracametne emparentadas, de hecho Dixon las trata como tres familias separadas.